# 百丈镇 (泰顺县)
百丈镇，是中华人民共和国浙江省温州市泰顺县下辖的一个乡镇级行政单位。

## 行政区划
百丈镇下辖以下地区：
飞云湖社区、山后村、南坑垟村、双岭村、台石村、阳山村、朱垟村、洪秀村、建民村、莒云村和横辽村。